# Heere
Heere est une municipalité allemande du land de Basse-Saxe et de l’arrondissement de Wolfenbüttel. La municipalité compte 1 112 habitants en 2019.